# 남부 전략

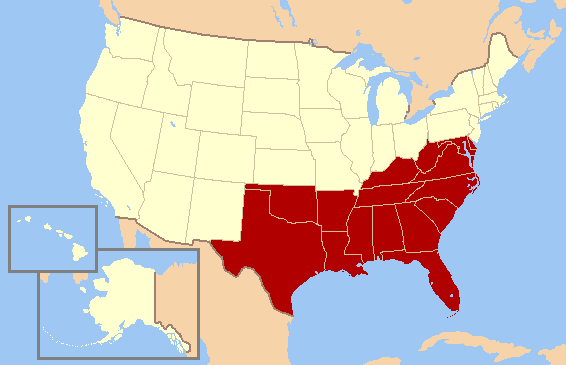
미국 인구조사국에서 규정하는 "남부" 지역.

남부전략(영어: Southern strategy)이란 미국의 정치에서 공화당이 아프리카계 주민, 즉 흑인에 대한 인종주의를 묵인함으로써 남부의 백인 유권자들에게 지지를 구하는 선거전략이다.  1950년대-1960년대의 흑인민권운동으로 짐 크로 법들이 무력화되고 제도적 평등이 보장되었으나, 백인들이 이것을 불만시하면서 남부의 인종적 긴장은 더욱 깊어졌다. 이에 대통령 후보 리처드 닉슨, 상원의원 배리 골드워터 등의 공화당 정치인들이, 전통적으로 민주당을 지지해온 남부의 보수적 백인들을 공략하는 전략을 입안해 그것을 성공으로 이끌었다. 또한 이것은 당연히 공화당의 우경화를 의미하는 것이기도 했다. 이 전략으로 공화당은 1968년, 1972년 대선에서 재미를 보았지만, 대신 흑인 민심이 대거 이반하여 현재까지도 공화당은 흑인 표심은 포기하다시피 하고 있다.

## 같이 보기
- 미국의 보수주의
- 미국의 정치